# Schwedlersee

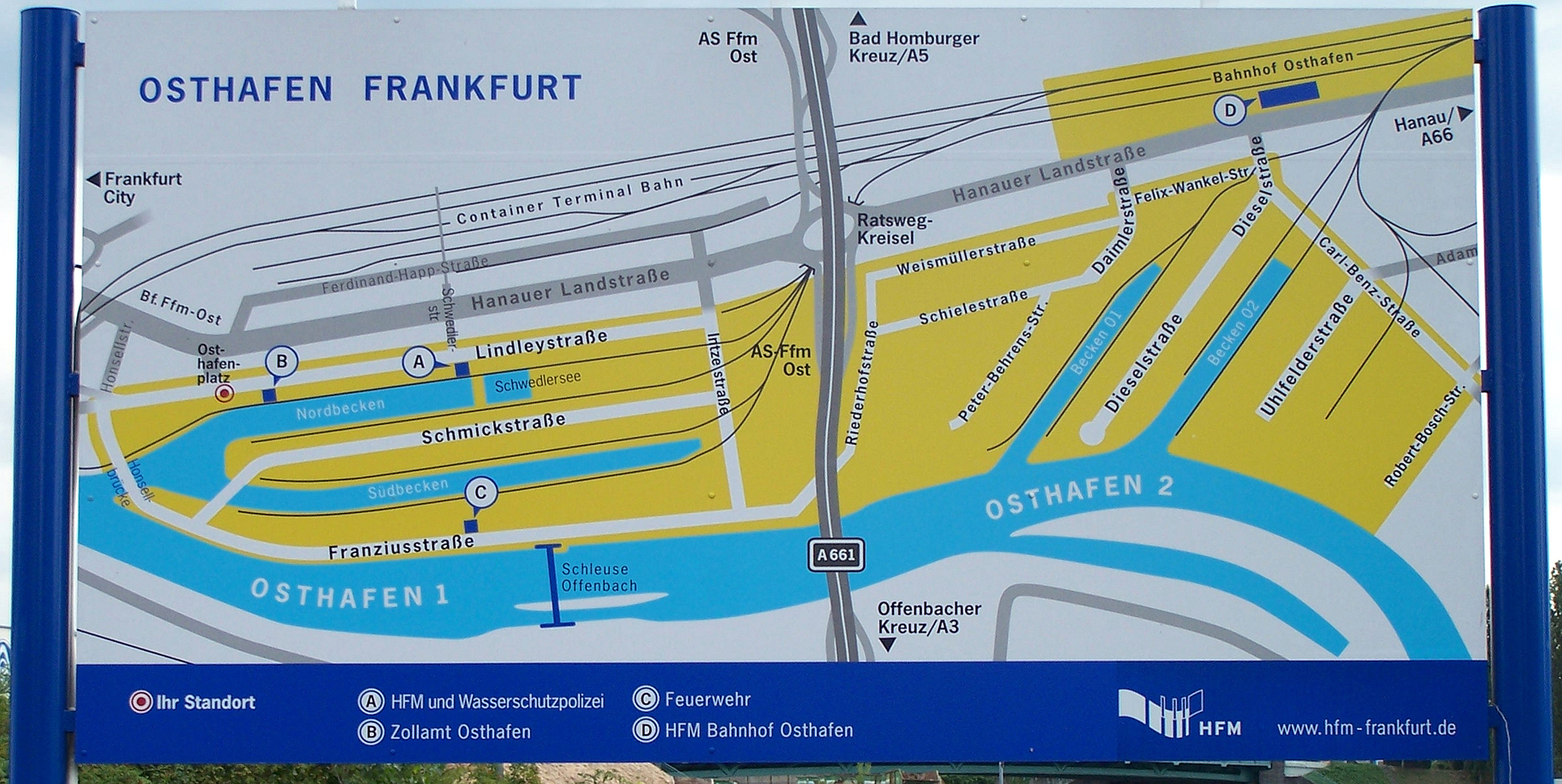
Lage des Schwedlersees im Osthafen

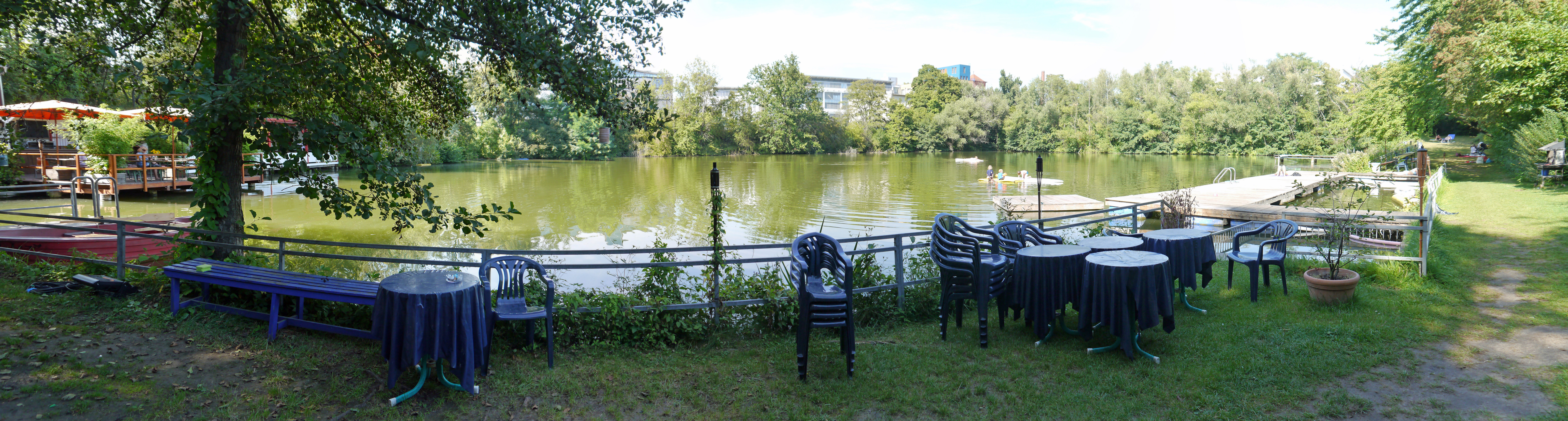
See mit Bewirtung und Stegen

Der Schwedlersee ist ein künstlich angelegter See im Frankfurter Osthafen in Frankfurt am Main. Der See wurde für die Erweiterung des Hafen-Nordbeckens ausgehoben, jedoch nie mit diesem verbunden. Die Grube füllte sich mit Grundwasser und dient seitdem als Naherholungsgebiet bzw. Vereinsschwimmbad.
Der etwa 9.500 m² große, fast quadratische und durchschnittlich 2,40 m tiefe See ist nach dem Bauingenieur Johann Wilhelm Schwedler benannt. Der noch zu Beginn des 20. Jahrhunderts geplante Hafenausbau wurde nicht realisiert und der See ging in Privatbesitz über.
Das Gewässer hat keine Verbindung zum Main und wird aus dem Grundwasser gespeist. Allerdings kam es in der Vergangenheit bei Hochwasser immer wieder zu Überschwemmungen, die teilweise nachträgliche Reinigungsmaßnahmen erforderlich machten. Der See ist rundum dicht mit Bäumen und Sträuchern bewachsen. Im See leben zahlreiche Fischarten. Zur Tierwelt gehören auch Eisvogel und Kormoran, Libellen, Wasserschildkröten und Muscheln. Auf der Westseite befindet sich das Vereinsheim des 1. Frankfurter Schwimmclubs 1891 e.V. (EFSC)  – heute Teil der Schwimmgemeinschaft Frankfurt –, einem der ältesten deutschen Schwimmvereine, der den See seit Mai 1920 im Sommer als vereinseigenes Privatbad nutzt.